# Ga Makkasan
Ga cuối City Air hoặc Ga Makkasan (tiếng Thái: สถานีมักกะสัน) là ga tàu điện trên Đường sắt liên kết sân bay Suvarnabhumi. Nhà ga mở cửa vào tháng 8 năm 2010. Nó là ga tàu điện lớn nhất ở Bangkok.
Nhà ga có skywalk (với thang cuốn và thang máy) nối Ga Phetchaburi, Tuyến MRT Xanh.

## Bố trí ga
| U4 Sân ga                                        |                                                  | |  |
| Sân ga 1                                         | Tuyến Thành phố                                  | hướng đi Suvarnabhumi |  |
| Sân ga 2, Tuyến tốc hành, cửa sẽ mở ra bên trái. | Sân ga 2, Tuyến tốc hành, cửa sẽ mở ra bên trái. | Sân ga 1, Tuyến Thành phố, cửa sẽ mở ra bên phải.                                                                                |  |
| Sân ga 2                                         | Tuyến tốc hành                                   | Ga cuối (không còn sử dụng) |  |
| Sân ga 3                                         | Tuyến tốc hành                                   | hướng đi Suvarnabhumi |  |
| Sân ga 3, Tuyến tốc hành, cửa sẽ mở ra bên trái. | Sân ga 3, Tuyến tốc hành, cửa sẽ mở ra bên trái. | Sân ga 4, Tuyến Thành phố, cửa sẽ mở ra bên phải.                                                                                |  |
| Sân ga 4                                         | Tuyến Thành phố                                  | hướng đi Phaya Thai |  |
| U3 Khởi hành                                     | Khu vực vé                                       | Văn phòng thông tin du lịch Lối vào sân ga Tuyến tốc hành và Tuyến Thành phố Sky Walk nối với Ga Phetchaburi, Tuyến Xanh Dương . |  |
| U2 Đích đến                                      | -                                                | Lối thoát |  |
| G Dốc                                            | -                                                | Xuống dốc, bãi đậu xe |  |
| B Dưới lòng đất                                  | -                                                | Bãi đậu xe |  |

## Hình ảnh
Ga cuối City Air (Bangkok)
- Không ảnh
- Sân ga 1
- Bên trong
- Bên ngoài